# Колтовская, Анна Алексеевна
Царица А́нна Алексе́евна, урождённая  Колто́вская (в монашестве Дария; ок. 1554/1556 — 5 апреля 1626, Тихвин) — четвёртая жена Ивана Грозного, на которой он женился весной 1572 года с разрешения духовенства (брак длился менее полугода). Впоследствии монахиня («инокиня-царица») Тихвинского Введенского монастыря, где она чтилась местно.

## Биография
Дочь дворянина Алексея Игнатьевича Горяинова Колтовского. Год её рождения неизвестен. Указывается (возможно, ошибочно), что рано осиротев, она воспитывалась в семье князя Андрея Курбского.
Колтовские, как подробно описала «Православная энциклопедия», являлись служилыми землевладельцами. Её отец и брат Григорий во 2-й пол. XVI века значатся дворовыми детьми боярскими по Коломне, причём в Дворовой тетради указывается, что отец умер в плену. Григорий в 1562 году называется среди поручителей по боярине И. Д. Бельском, а в 1571 году он вместе с Артемием Григорьевичем и Петром Афанасьевичем Колтовскими поручился за князя И. Ф. Мстиславского. К моменту свадьбы Анны её брат и другие родственники, видимо, занимали незначительные придворные должности. Это подтверждает также посланник в Москве фон Бухау, называя Григория «придворным царя».
1. Михаил Иванович Сорокоум Глебов[9]
  1. Игнатий Горяин
    1. Алексей Игнатьевич Горяинов
      1. Григорий Алексеевич
      2. Анна Алексеевна

    2. Афанасий Игнатьевич
      1. Пётр Афанасьевич

### Свадьба

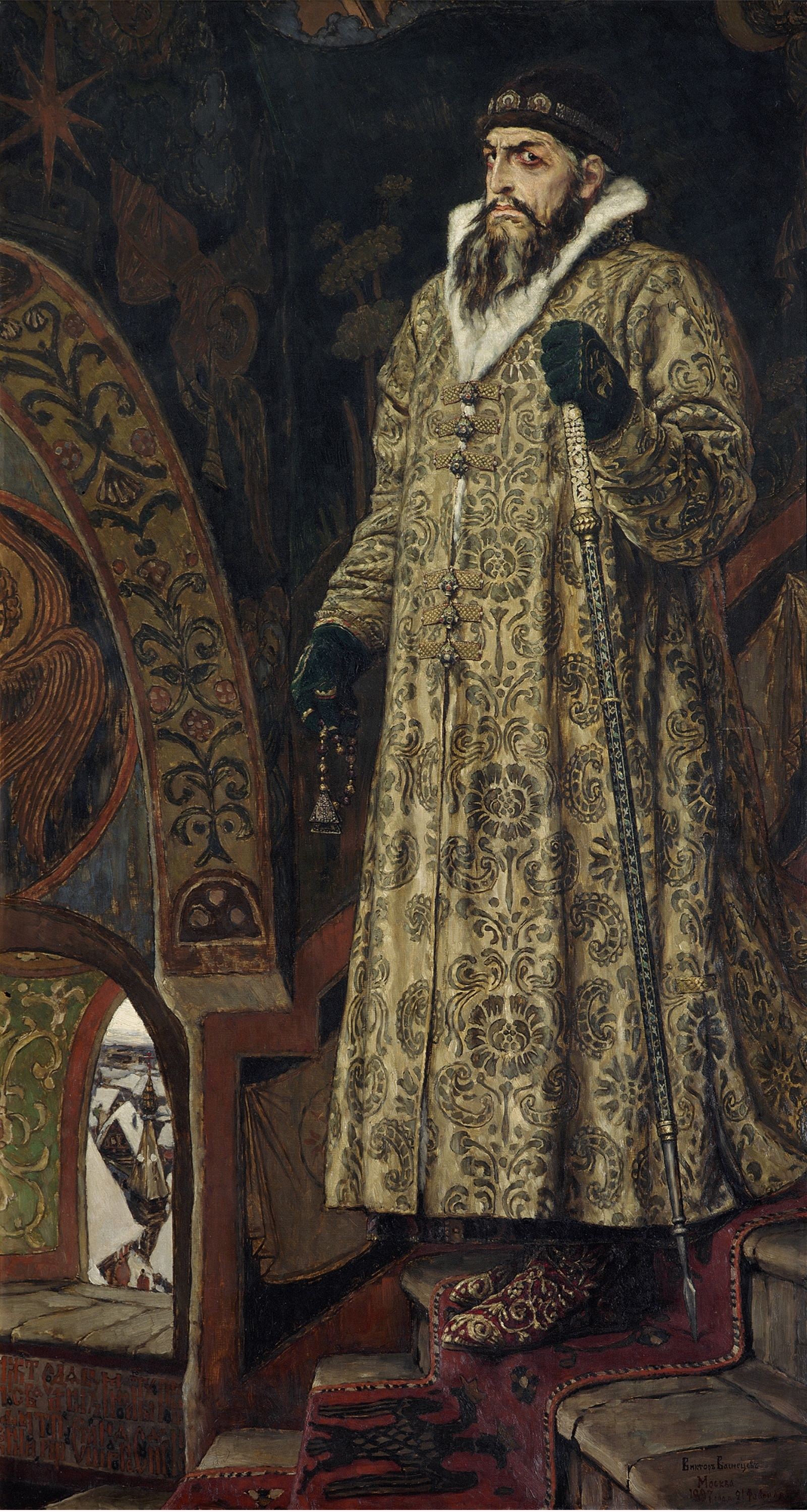
В. М. Васнецов. Царь Иван Грозный, 1897

Была выбрана на том же смотре невест (1571 г.), что и третья жена царя, Марфа Собакина, и была призвана после скоропостижной смерти последней. Это был 2-й смотр, устроенный царём, вдовевшим уже 2 года, и 3-й на Руси вообще. Другая его участница — Евдокия Сабурова, была отдана в жёны царевичу Ивану. На него по переписи дворянских «девок» в 1570 году было собрано около 2 тысяч девушек, из которых было отобрано сначала 24, потом 12 девиц.
Скучая вдовством хотя и не целомудренным, он уже давно искал себе третьей супруги… Из всех городов свезли невест в Слободу, и знатных и незнатных, числом более двух тысяч: каждую представляли ему особенно. Сперва он выбрал 24, а после 12… долго сравнивал их в красоте, в приятностях, в уме; наконец предпочёл всем Марфу Васильеву Собакину […], в то же время избрав невесту и для своего старшего царевича, Евдокию Богданову Сабурову. Отцы счастливых красавиц из ничего сделались боярами. (Карамзин)
В записках немцев Иоганна Таубе и Элерта Крузе сохранились сведения об этой процедуре. Когда девушек привозили на смотрины, царь «входил в комнату <…> кланялся им, говорил с ними немного, осматривал и прощался с ними». По свидетельству немцев, последнюю дюжину девушек осматривали уже обнажёнными. При этом присутствовал врач-англичанин Элизеус Бомелиус, выпускник Кембриджа, приехавший на службу в Россию, причем «доктор должен был осмотреть их мочу в стакане».
Марфа венчалась 28 октября уже больной и умерла 13 ноября (спустя две недели). Анна, как «занявшая второе место» на этом смотре, стала следующей невестой. Это был бы четвёртый брак Ивана, что каноническим правом не разрешалось. Царь воспользовался кончиной митрополита Кирилла в феврале 1572 года (новый митрополит Антоний был поставлен только в мае) и созвал в Москве собор. Н. М. Карамзин пишет, что на соборе первенствовал новгородский архиепископ Леонид — «корыстолюбец и угодник мирской власти».
На нём Иван клялся духовенству, что из-за болезни новобрачной Марфы и её скоропостижной смерти она не успела стать ему женой — тёмные силы дьявольские «воздвиже ближних многих людей враждовати на царицу нашу, ещё в девицах сушу… и тако ей отраву злую учиниша».

«Злые люди чародейством извели первую супругу мою, Анастасию, — писал в своем обращении царь. — Вторая, Княжна Черкасская, также была отравлена, и в муках, в терзаниях отошла ко Господу. Я ждал немало времени и решился на третий брак, отчасти для нужды телесной, отчасти для детей моих, ещё не достигших совершенного возраста: юность их претила мне оставить мир; а жить в мире без жены соблазнительно. Благословенный Митрополитом Кириллом, я долго искал себе невесты, испытывал, наконец, избрал; но зависть, вражда погубили Марфу, только именем Царицу: ещё в невестах она лишилась здравия и чрез две недели супружества преставилась девою. В отчаянии, в горести я хотел посвятить себя житию Иноческому; но, видя опять жалкую младость сыновей и Государство в бедствиях, дерзнул на четвёртый брак. Ныне, припадая с умилением, молю Святителей о разрешении и благословении», — говорил царь (в пересказе Карамзина).

Высшее духовенство особым приговором, датированным 29 апреля, подтвердило, что брак не был консумирован, так как венчанный муж девства невесты «не разрешил». В виде исключения по государственным соображениям царю разрешили 4-й брак (следующие «жены» его такой чести не удостаивались), однако на него наложили 3-летнюю епитимью: «в течение года до Пасхи царю было запрещено входить в храм, причаститься можно было только на Пасху, затем год он должен был стоять в храме с „припадающими“ и год с „верными“, вкушать антидор он мог по праздникам».

Лѣта 7080, Апр. въ 29, Рускія Митрополіи, Московскаго Государства и всей Руской земли — не вѣмъ, которымъ обычаемъ — Архіепископы и Епископы, и Архимандриты и Игумены, и весь Осв. Соборъ благословили Государя, Царя и В. К. Ив. Вас. женитися четвёртымъ бракомъ, мимо Христово Евангеліе, и Апостолы, и Христову Церковь, и Помѣстныя Соборы, и Большихъ и Вселенскихъ семи Соборовъ.

Собор подчеркнул «всем человецем» прочим, что исключение было сделано только для царя: «да не дерзнет (никто) таковая сотворити, четвёртому браку сочетатися», «аще кто гордостию дмяся или от неразумия дерзнет таковая сотворити… да будет за таковую дерзость по священным правилам проклят».
Дата венчания Ивана с Анной неизвестна, не сохранилось также описания церемонии. Очевидно, оно произошло между 29 апреля (датой разрешения) и 1 июня, то есть в мае. Как отметил новгородский летописец, уже 31 мая новгородский архиепископ Леонид «пел молебны… за великую царицу Анну».
В определении Собора имелся пункт, согласно которому с царя снимается епитимья, «если он пойдет войною против неверных за святые церкви и за православную веру». В начале августа 1572 года русское воинство во главе с М. И. Воротынским в 45 верстах от Москвы при селе Молоди разгромило соединенную Крымско-Ногайскую орду. Царь с конца мая находился в Новгороде, и весть ему пришла 6-го числа, а уже 7-го он в Софийском соборе отстоял благодарственный молебен.

### Брак
Уже 1 июня царь с новобрачной приехал в Новгород, где он хотел устроить себе новую резиденцию. Считается, что именно там (июнь-август 1572 г.) он составил духовную, в которой отписал Анне город Ростов «с волостями, и с путём, и с сёла, и со всеми пошлинами», 14 сёл «с деревнями и со всеми угодьями» в Московском, Юрьев-Польском и Ярославском уездах, а также бывшие вотчины князей Заозерских-Пеньковых.

«А бог даст мне сына с женою моею Анною, и аз его благословляю город Углечь, и Устюжная (…) с волостьми, и с путьми, и с селы, и со всеми пошлинами. А бог даст мне с женою своею с Анною дочерь, и аз её благословляю, даю город Зубцов с волостми, (…) со всеми деревнями и с угодьи. Да благословляю жену свою Анну, даю ей город Ростов, с волостьми, и с путми, и с селы, и со всеми пошлинами, да под Москвою село Алешня, село Болтино, село Астанково, и с приписными деревнями, (…) со всеми деревнями и угодьи». (Духовная грамота царя Ивана Васильевича).

Существует однако предположение, что завещание составлено после свадьбы со следующей женой, также Анной — Васильчиковой; а Колтовская не упоминается там, как сосланная в монастырь.
2-я Новгородская летопись имеет запись о том, что 16 августа, в субботу «царица православная Анна была в ночи молитися в церкви Премудрости Божии Софии да по чюдотворцовым гробам знаменовалася — Ивана, архиепископа Навгороцкого, да Никите, епископа Навгороцкого». На следующий же день царица уехала из Новгорода в Москву.
Этим же периодом следует датировать вклад в коломенский Спасский монастырь, «что на посаде за торгом». В описании его имущества (за 1577/78 год). указывается «образ Михаила архангела, обложен серебром, малая пядница, дан по Анне по Колтовской».
Брак не продолжался и полугода — в сентябре 1572 года царица Анна была удалена в монастырь и вскоре пострижена в монахини с именем «Дария».
Причины опалы неизвестны. Упомянутый выше имперский посланник Даниил Принц фон Бухау пишет: «Четвёртую [жену], сестру своего придворного Колтовского, не знаю по какой причине, он заключил в монастырь, убивши брата со всем семейством». Указывается, что царица попала в опалу после измены и бегства князя Курбского, однако оно произошло десятком лет ранее — в 1563—1564 году. Мнение Л. Е. Морозовой и Б. Н. Морозова: «В сентябре царь Иван развёлся с Анной Алексеевной Колтовской. Чем он объяснил своё решение — неизвестно. Ведь обвинить её в бесплодии царь не мог: брак продолжался только четыре с небольшим месяца. Очевидно лишь одно: Колтовская очень быстро разонравилась монарху. К тому же он мог считать её незаконной супругой, с которой не следовало церемониться».
Р. Г. Скрынников пишет: «В то время Малюта был в зените славы. Очевидно, дело не обошлось без него, и он способствовал разводу. Возможно, его беспокоило стремительное возвышение нового временщика князя Бориса Тулупова. Князь выдал сестру за царского шурина Григория Колтовского, брата царицы Анны, и тем породнился с семьёй самодержца».

### В иночестве

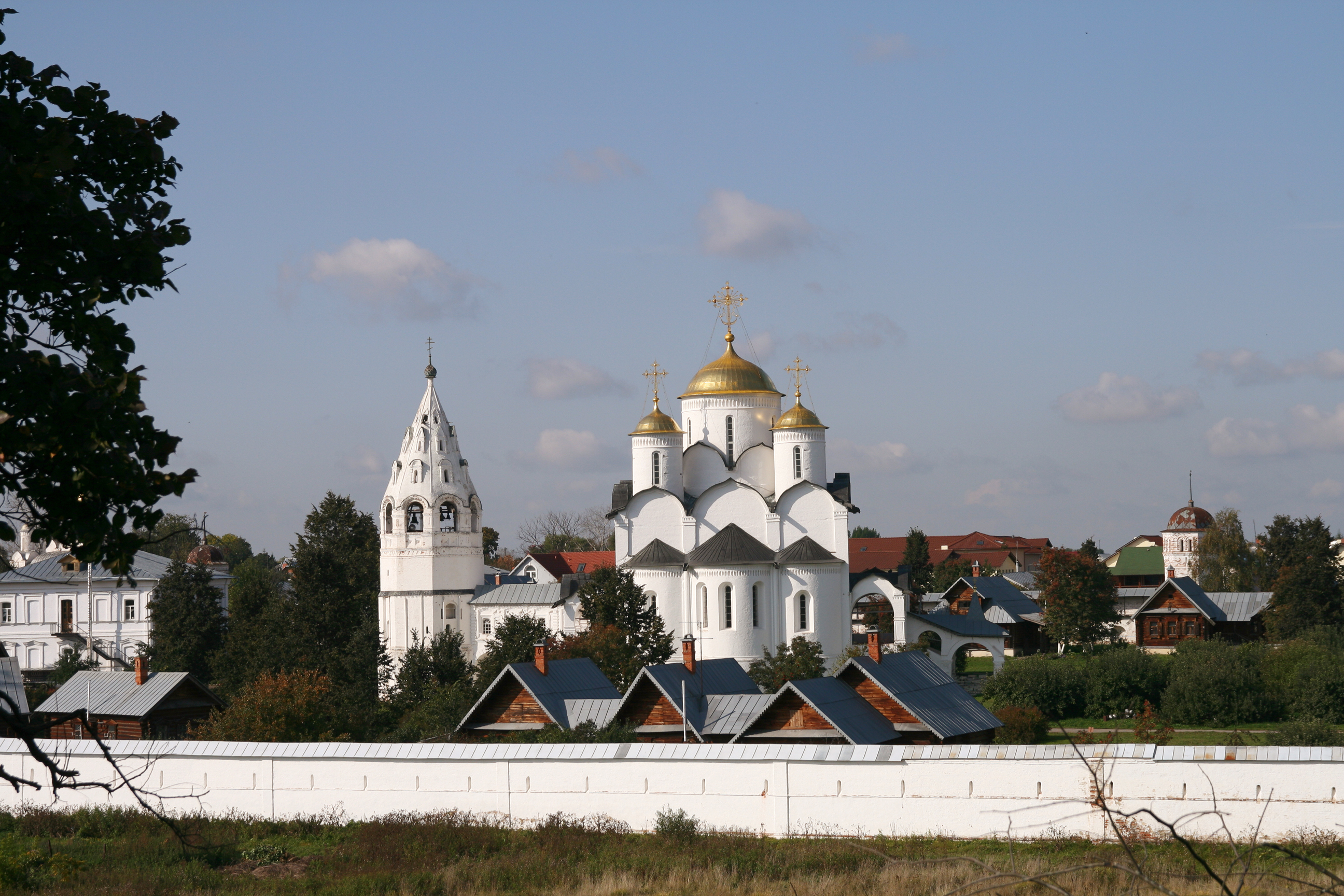
1-е место пребывания: Суздальский монастырь

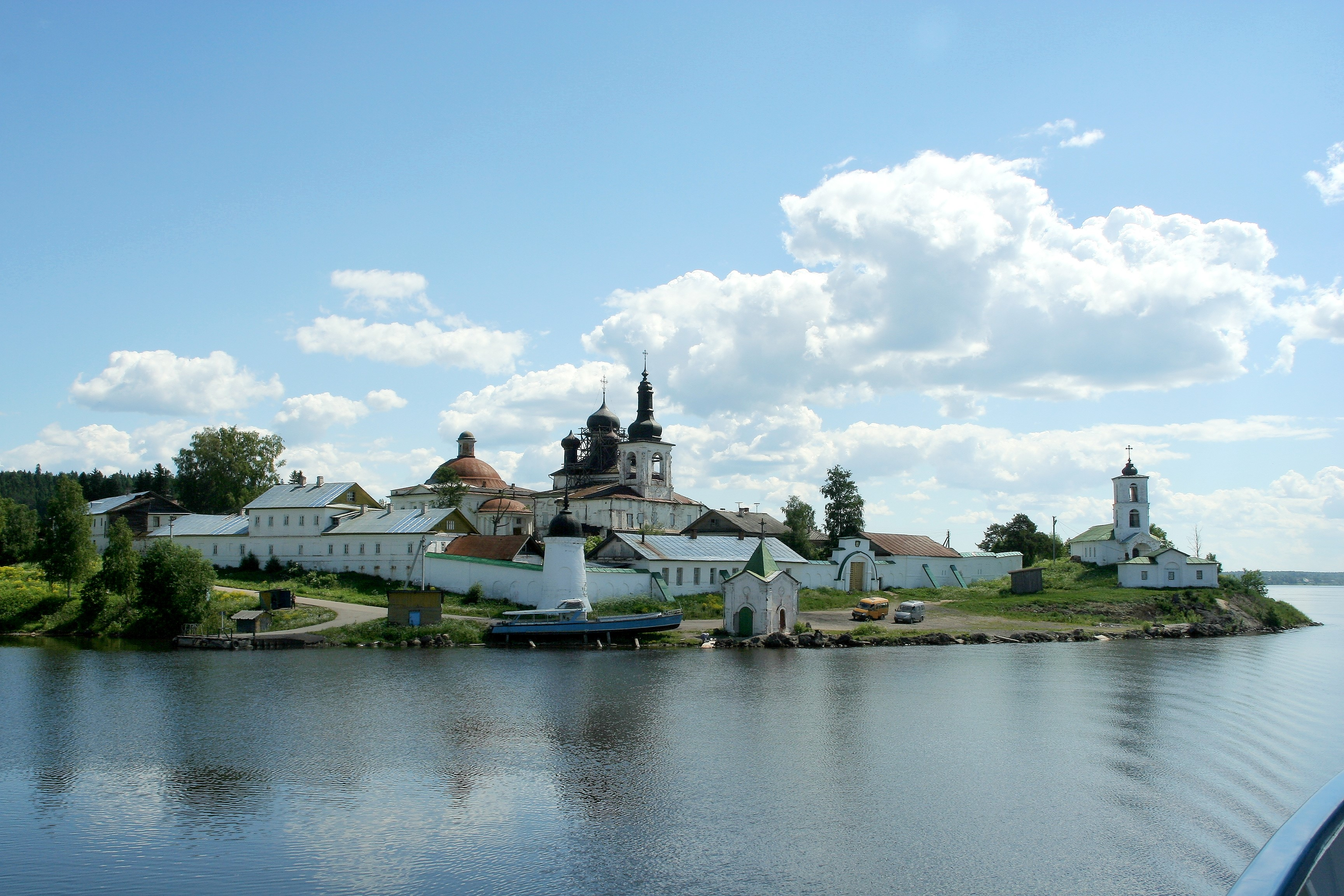
2-е место пребывания: Горицкий монастырь

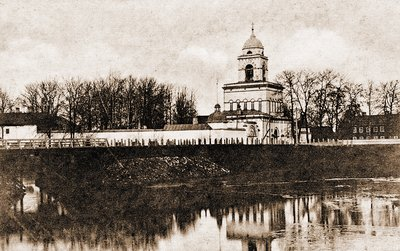
3-е и самое любимое место пребывания: Тихвинский монастырь

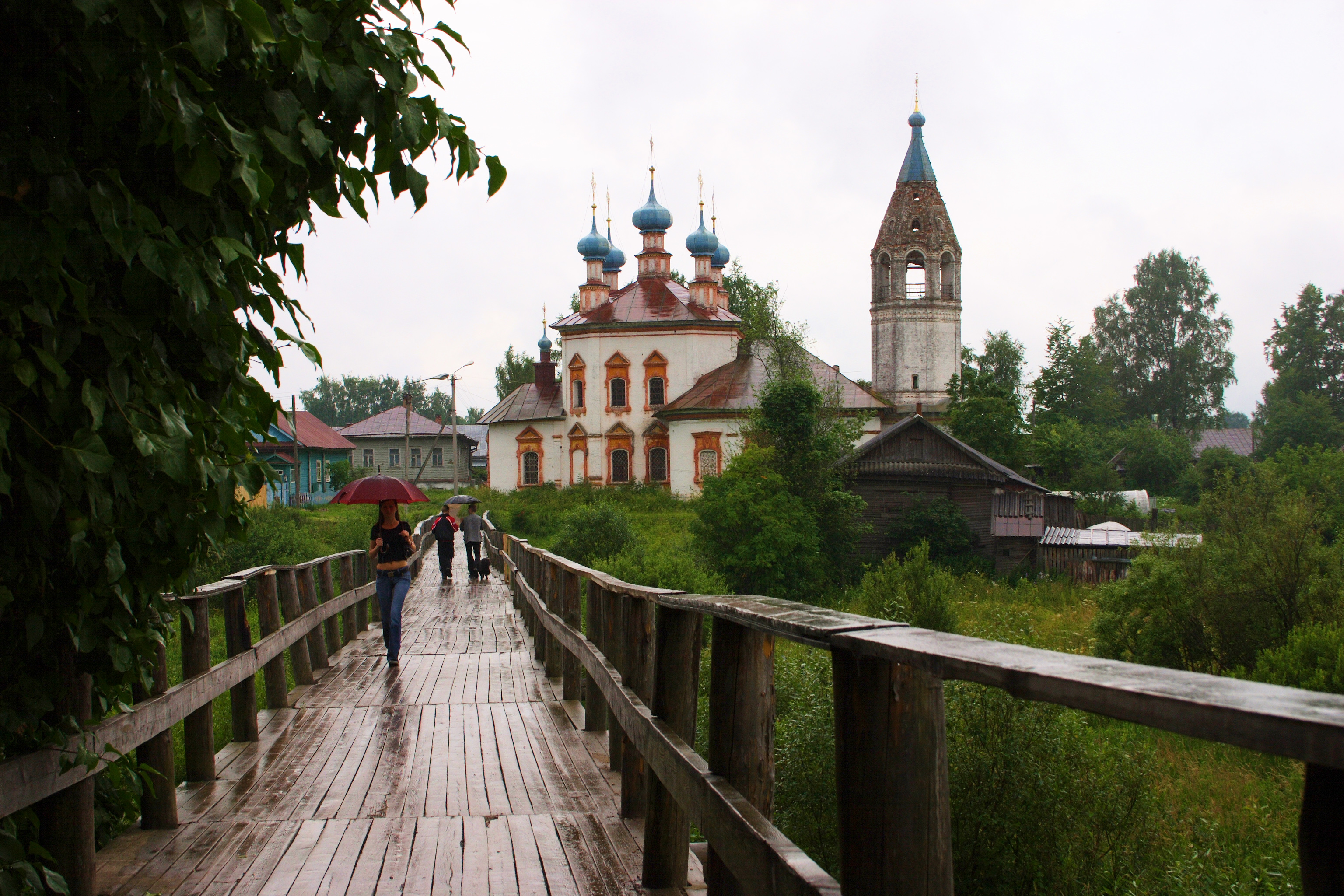
4-е место пребывания и эвакуации: Устюжна

Точная дата и место её пострига неизвестны, возможно, не в 1572 году (непосредственно в год свадьбы), а в 1575 году, из-за чего возникает разночтение по поводу трёхлетнего срока брака.
В последние годы жизни царя Ивана (ум. 1584) она жила в Покровском монастыре (Суздаль), где жили другие царственные узницы, в том числе Мария Нагая и 2-я жена царевича Ивана Ивановича — Феодосия Соловая. Это известно из отрывка указной грамоты царя Феодора І Иоанновича, косвенно датируемой 1584—1585 гг. Там же написано о её желании перебраться в Горицы.
С середины 1580-х гг. она жила в Воскресенском Горицком монастыре (Горицы, близ Кириллова).
В 1586 году пожалована следующим царем, своим бывшим пасынком Фёдором I, землями в Белозерском уезде — село Никольское. В жалованной грамоте она именуется не только «старицей», но и «царицей и великой княгиней».

#### В Тихвине
В 1604 году перешла из Гориц в обедневший женский Тихвинский Введенский монастырь (Тихвин) «по обещанию… общину устроить».
В том же году царь Борис Годунов вернул Введенской обители земли, захваченные у неё соседним мужским Тихвинским монастырём, подтвердив грамоту Фёдора Ивановича.
В 1607 году инокиня Дарья приезжала в столицу, видимо, по монастырским делам. Сохранился текст подорожной.

#### Смутное время
В 1608 году грамоту подтвердил царь Василий ІV Шуйский.
14 сентября 1613 года Введенский монастырь был сожжён шведами, и монахини, в том числе инокиня-царица, по преданию, скрывались в лесу на берегу Царицына озера. Среди документов Новгородской приказной избы 1611—1617 годов (Госархив Швеции, Стокгольм) есть выписка, относящаяся к годам оккупации — она описывает достаточно бедное «жалование» на содержание царицы.
Затем она была переселена на житье в Устюжну-Железопольскую (близ Вологды, на полпути между Тихвиным и Горицами). Дарью, и бывших с ней стариц поселили в «двух кельишках… чёрного попа» Геннадия при Рождественском городском соборе, а её духовника — в отдалении, где жили дети боярские, стрельцы и другие мирские люди. По царской грамоте она получала «царское жалование годовое — деньги и запасы… из устюженских ис таможенных и ис кабацких доходов, что останетца от пищалей и от стрельцов».
В 1614 году в уезде Устюжны ей были пожалованы земли от нового царя Михаила Фёдоровича — село Никифорово взамен изъятого Никольского.
В 1617 году был заключен Столбовский мир со шведами, который привел к успокоению страны, и Тихвинский Введенский монастырь начал отстраиваться заново.

#### Возвращение
Возвратилась в Тихвинский монастырь в январе 1624 года. Указывается, что она была его игуменьей, и занималась восстановлением обители.
О том, что она, скорее всего, была игуменьей, свидетельствует жалованная грамота обители царя Михаила Фёдоровича на пустошь Бурково в Тихвинском погосте Новгородского уезда. Кроме того, Михаил Фёдорович жаловал ей дары — братину, бархат, камку, сорок соболей, деньги.
Некий Дмитрий Колтовский, очевидно, её родственник, навестил её в к конце сентября 1624 г., привезя дары со свадьбы Михаила Фёдоровича и княжны Марии Долгорукой, о чём сохранилось благодарственное письмо её царю.

Государю царю и великому князю Михаилу Феодоровичу всея Руссии нищая твоя, государь, царская богомолица, блаженныя памяти государя царя и великаго князя Ивана Васильевича всея Руссии царица старица Дарья, Бога молю и челом бью. Пожаловал ты государь царь и великий князь Михайло Федорович всея Руссии меня нищую свою царскую богомолицу, прислал ко мне с своим государским жалованием стольника Дмитрия Колтовского, с ним пожаловал прислал своей государской радости и государыни царицы и великия княгини Марии Влодимировны жалованья: каравай, да сыр, да убрусец, да ширинку. И до меня государей вашей государской богомолицы то ваше государское жалованье дошло, и я, государь, ваша царская богомолица на вашем государском жалованье челом бью и о вашем государском многолетном здоровье должна Бога молить.

В феврале 1626 года другой её родич, князь Даниил Григорьевич Гагарин, привёз ей дары со следующей свадьбы Михаила — с Евдокией Стрешневой. Известно, что в Тихвинском монастыре с Дарьей жили две её племянницы — княжны Леонида и Александра Григорьевны Гагарины (одна из них станет его игуменьей в 1642 году под именем Платонида).

#### Кончина
Сохранилась её последняя воля, где большая часть состояния, в том числе село Никифорово, отписана на нужды обители, «игуменье Огафье с сестрами и кто по ним в том монастыре иная игуменья и сестры будут». Сёстры должны «царицу-иноку Дарью поминать и душу её устроить, написать имя её в повседневные просвиромисалные, и в литейные, и в подстенные сенадики». Есть также подробная духовная грамота от 31 марта 1626 года, где она завещает заупокойные вклады в другие храмы.

Мне шло царского жалованья за годовые запасы денег, и что доходишки имела с вотчинишки, и мы тем питалися. И после разорения литовского и немецкого в монастыре в храмах устроено, и кельи, и житницы, и мельница, и конюшенной двор, и коровей, поповские и служебниковы дворы, и всякое монастырское строение теми деньгами устроено.

Там она и умерла 5 апреля 1626 года, приняв перед смертью схимы. Новый летописец о её смерти сообщает (с ошибкой в отчестве):

В то же время преставилась царица Дарья [жена] царя и великого князя Ивана Васильевича всея Русии, а была пострижена на Тихвине в Девичьем монастыре, и повелели её похоронить тут же в монастыре; а была [она] дочь Ивана Колтовского, а постриг её царь Иван Васильевич при своей жизни.

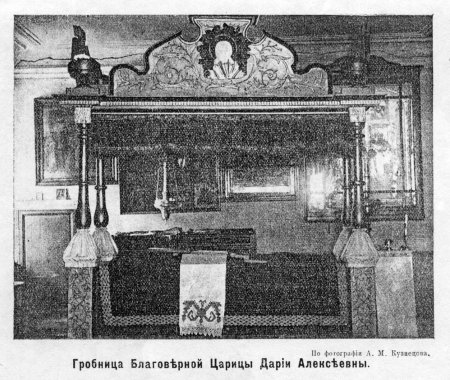
Гробница инокини Дарьи

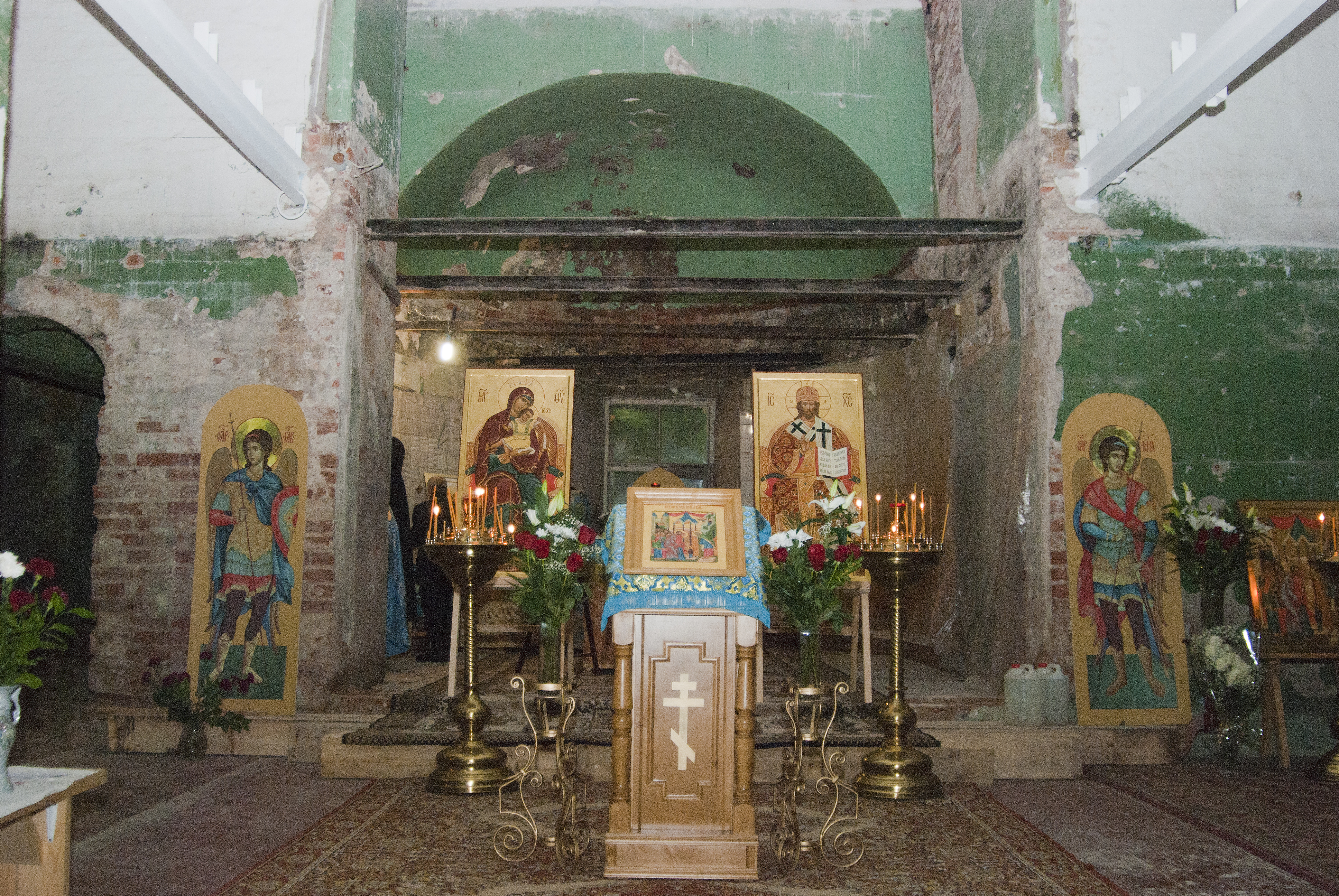
Современный вид Введенского собора Тихвинского Введенского монастыря

Тело её погребено в паперти соборной церкви Тихвинского Введенского монастыря, на левой стороне, при входе. «Над её могилой в 1814 году было установлено деревянное резное надгробие с позолотой и шитым покрывалом». Позже рядом с ней были погребены её племянницы. В 1814 году по благословению митрополита Петербургского и Новгородского Амвросия (Подобедова) было установлено новое надгробие, устроенное «старанием священника Иоанна, подаянием граждан и прочих подателей», о чём сообщала плита рядом.
Введенский монастырь был закрыт и осквернён в 1926 году, во Введенском соборе был устроен спортзал, гробница не сохранилась.
В обители хранился список Тихвинской иконы Божией Матери — благословение Дарьи одному из тихвинцев, позже поступившее обратно в монастырь, и два покрова на её гробницу (один — из красного бархата, опушённый горностаем).

## Почитание
Дарья почиталась в Тихвине и окрестностях в качестве местночтимой святой, как устроительница и благотворительница Введенского (Царицына) монастыря. Здесь праздновалась её память — на именины (19 марта) и день преставления (5 апреля).
4 декабря 1998 года насельниками Тихвинского Большого Успенского монастыря был освящен поклонный крест близ алтаря Введенского собора. Перед ним совершаются панихиды.

## Легенда о происхождении
В 1626 году было местническое дело, где дворяне Колтовские «уличались» в незаконном происхождении, как бастарды от связи князя Дмитрия Юрьевича Шемяки и княжны Феодоры, дочери князя Ивана Фёдоровича Голенина-Ростовского и жены князя С. Ю. Вороны-Ростовского. По легенде, якобы их сыном был боярин Алексей Игнатьевич Колтовский, отец четвёртой супруги царя Ивана Грозного — царицы Анна Алексеевны Колтовской.